# 11725 Victoriahsu
11725 Victoriahsu là một tiểu hành tinh vành đai chính với chu kỳ quỹ đạo là 1720.7662017 ngày (4.71 năm). Nó được phát hiện ngày 21 tháng 4 năm 1998.